# Винден (Насау)
Винден (њем. Winden) општина је у њемачкој савезној држави Рајна-Палатинат. Једно је од 137 општинских средишта округа Рајн-Лан. Према процјени из 2010. у општини је живјело 721 становника. Посједује регионалну шифру (AGS) 7141139.

## Географски и демографски подаци
Винден се налази у савезној држави Рајна-Палатинат у округу Рајн-Лан. Општина се налази на надморској висини од 370 метара. Површина општине износи 7,0 km². У самом мјесту је, према процјени из 2010. године, живјело 721 становника. Просјечна густина становништва износи 103 становника/km².